# Station Jungfernberg
Station Jungfernberg was een spoorwegstation in de Poolse plaats Szczecin.